# Keling (Kepung)
Keling is een bestuurslaag in het regentschap Kediri van de provincie Oost-Java, Indonesië. Keling telt 8325 inwoners (volkstelling 2010).